# Tilloclytus conradti
Tilloclytus conradti är en skalbaggsart som beskrevs av Bates 1892. Tilloclytus conradti ingår i släktet Tilloclytus och familjen långhorningar.
Artens utbredningsområde är Guatemala. Inga underarter finns listade i Catalogue of Life.